# Albertisia triplinervis
Albertisia triplinervis är en tvåhjärtbladig växtart som beskrevs av Lewis Leonard Forman. Albertisia triplinervis ingår i släktet Albertisia och familjen Menispermaceae. Inga underarter finns listade i Catalogue of Life.